# Bellah
Bellah è un romanzo del francese Octave Feuillet, pubblicato nel 1855. 

## Trama
Di stampo storico, narra della ribellione dei  Vandeani  ai tempi della rivoluzione francese. Il clero li sostenne ed i realisti ne approfittarono per guidarli alla rivolta contro la Convenzione.
Nel 1793 i giovani vandeani non si presentarono alla coscrizione obbligatoria e si riunirono in bande armate. Erano circa 50.000 uomini disposti alla resistenza ad oltranza. La convenzione decretò il loro sterminio.
Inizialmente gli scontri furono cruenti, diminuirono l'intensità solo con la morte di Robespierre, mentre il generale Hoche ebbe l'incarico di sottomettere i Vandeani, riuscì a domare i Brétoni  nel giro di due anni.